# Carlo Merolli
Carlo Merolli (Roma, 10 febbraio 1927 – Roma, 6 aprile 2004) è stato un politico e avvocato italiano.

## Biografia
Esponente romano della Democrazia Cristiana. Nel 1976 viene eletto alla Camera dei Deputati, dove rimane complessivamente quattro Legislature, fino al 1992. In tale anno viene poi eletto al Senato, dove rimane fino al 1994.
Ricopre anche il ruolo di Sottosegretario di Stato al Ministero delle finanze nel Governo Craxi II, nel Governo Goria, nel Governo De Mita e negli ultimi due governi guidati da Giulio Andreotti.